# Каулония
Каулония (итал. Caulonia) — коммуна в Италии, располагается в регионе Калабрия, подчиняется административному центру Реджо-Калабрия.
Население составляет 7542 человека (на 2004 г.), плотность населения составляет 78 чел./км². Занимает площадь 100 км². Почтовый индекс — 89041. Телефонный код — 0964.
Покровителем коммуны почитается святой Иларион Великий. Праздник ежегодно празднуется 21 октября, в последнюю седмицу октября и в последнюю седмицу мая.